# Ulila
Ulila (Duits: Ullila) is een plaats in de Estlandse gemeente Elva, provincie Tartumaa. De plaats heeft de status van groter dorp of ‘vlek’ (Estisch: alevik) en telt 258 inwoners (2021).
De plaats lag tot in oktober 2017 in de gemeente Puhja. In die maand ging Puhja op in de gemeente Elva.
Ulila lgt aan de rivier Elva, een zijrivier van de Emajõgi. Bij Ulila ligt het hoogveengebied Laugesoo, waar sinds 1923 turf wordt gewonnen en verwerkt.

## Geschiedenis
Ulila werd voor het eerst genoemd in 1582 onder de naam Ulilla. In de 17e eeuw werd een landgoed Ulila gesticht, als afsplitsing van het landgoed van Kavilda (nu Mõisanurme). Het landgoed Ulila werd in de jaren 1723–1731 op zijn beurt gesplitst in Suure-Ulila (‘Groot-Ulila’, Duits: Ullila) en Väike-Ulila (‘Klein-Ulila’, Duits: Uhlfeld). Suure-Ulila werd na 1921 Ulila, Väike-Ulila werd Ridaküla. Van de landgoederen is alleen een park bewaard gebleven.
In 1970 kreeg Ulila de status van vlek (alevik). In 1977 werd wat verspreide bebouwing buiten de kern bij Teilma gevoegd. Tussen 1977 en 1997 maakte het buurdorp Kureküla deel uit van Ulila.
In 1921 kreeg Ulila een elektriciteitsfabriek. In 1944 ging de fabriek door oorlogshandelingen verloren.